# Merxheim (Nahe)
Merxheim település Németországban, Rajna-vidék-Pfalz tartományban. Lakosainak száma 1437 fő (2023. december 31.).

## Népesség
A település népességének változása:
| Lakosok száma | 1372 | 1397 | 1380 | 1385 | 1436 | 1437 |
|               | 1975 | 2017 | 2019 | 2021 | 2022 | 2023 |